# 養伝寺

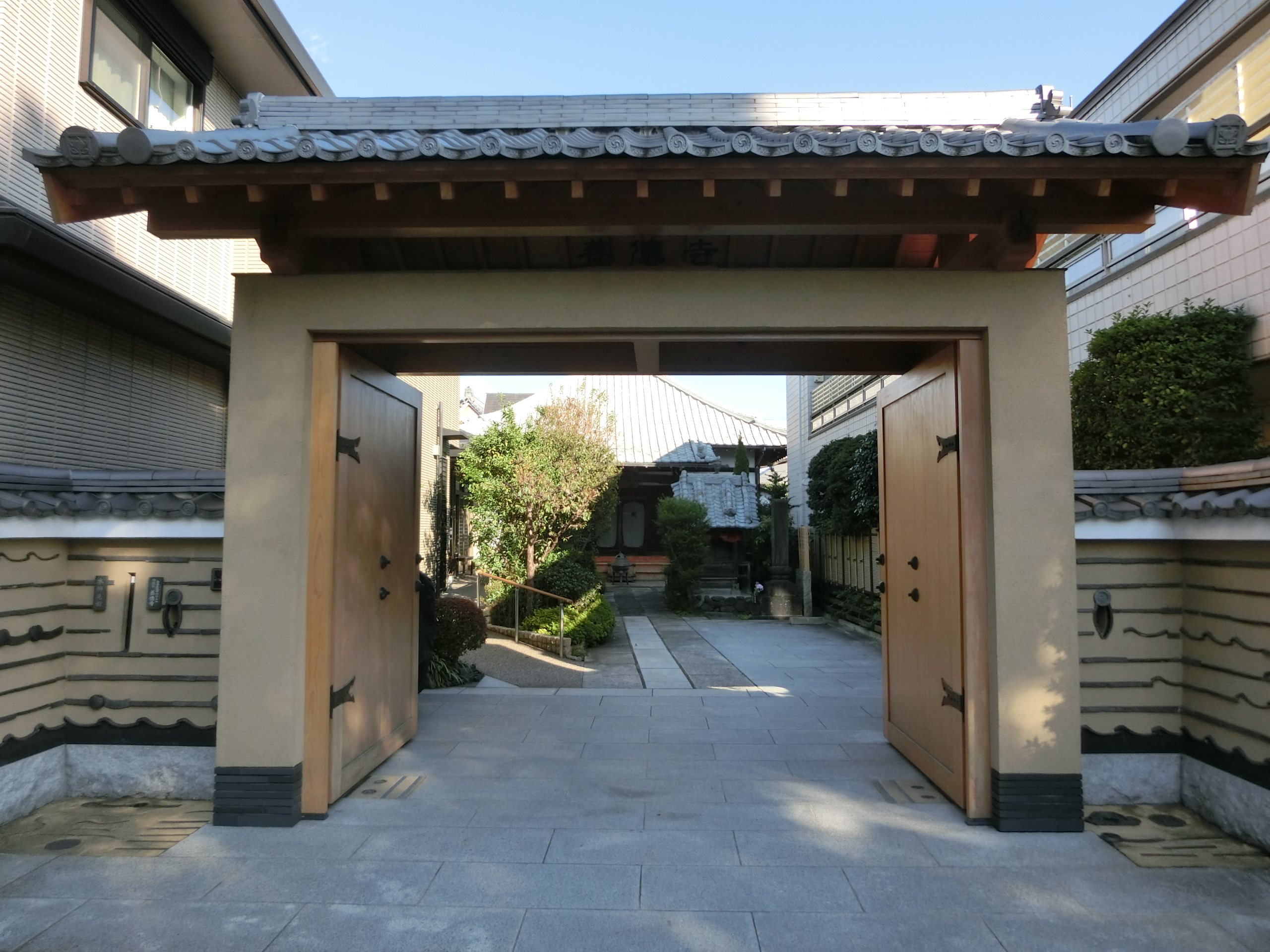
養伝寺

養伝寺（ようでんじ）は、東京都台東区谷中にある日蓮宗の寺院。山号は運立山。旧本山は身延山久遠寺、通師法縁。谷中の鶯寺と呼ばれた。まちのお寺学校養伝寺校を運営する。小児科医で大正天皇の皇太子時代に御典医をつとめた竹内元正の墓所がある。

## 歴史
延宝8年（1680年）養伝院日立大徳（貞享3年（1686年）没）を開山に創建された。近年では山門が再建された。

## 交通アクセス
- 日暮里駅より徒歩約6分（経路案内）。
- 千代田線千駄木駅より徒歩約8分（経路案内）。

## 参考資料
- 日蓮宗寺院大鑑編集委員会『宗祖第七百遠忌記念出版 日蓮宗寺院大鑑』大本山池上本門寺 (1981年)
- 御府内寺社備考

## 公式サイト
- 公式ウェブサイト（日本語）